# 金阁寺 (五台山)
五台山金阁寺，是中国山西省的一座佛寺，位于忻州市五台山风景名胜区台怀镇以西15公里大南庄村东北，南台锦绣峰之北、中台之南的金阁岭上，海拔1900米，除五座台顶的寺庙建筑外，金阁寺所处的地势最高。
金阁寺為中国最早的密教中心，汉传密宗祖庭之一，唐代由密宗创始人不空法师创建。
金阁寺还是五台山佛教塑像最多的寺院，共有塑像一千多尊，拥有全国第二大铜佛，高达17.7米的千手千眼观世音菩萨像，铸造于明嘉靖年间。
金阁寺已列为山西省文物保护单位、汉族地区佛教全国重点寺院。

## 历史
金阁寺创建于唐代宗大历二年（767年），密宗祖師不空法师派其弟子含光到五台山，以那烂陀寺为模板创建该寺。因不空深得朝野的通力支持，该寺規模十分宏大壮美，因其铸铜为瓦，渗金饰，故名大金阁寺。至残唐五代，几经兵燹，仅余遗址。明嘉靖四年（1525年），了用和尚在废墟上募化重建。殿阁三层七楹。清及民国时进行复修添制，成为佛寺现状。民国元年（1912年）开工重修，民国九年（1920年）竣工开光。
在文化大革命期間，紅衛兵曾將金閣寺當作五臺山的總部，住了幾個星期，以致寺內的各種塑像，都被摧殘殆盡。1983年，被国务院确定为汉族地区佛教全国重点寺院。

## 建筑

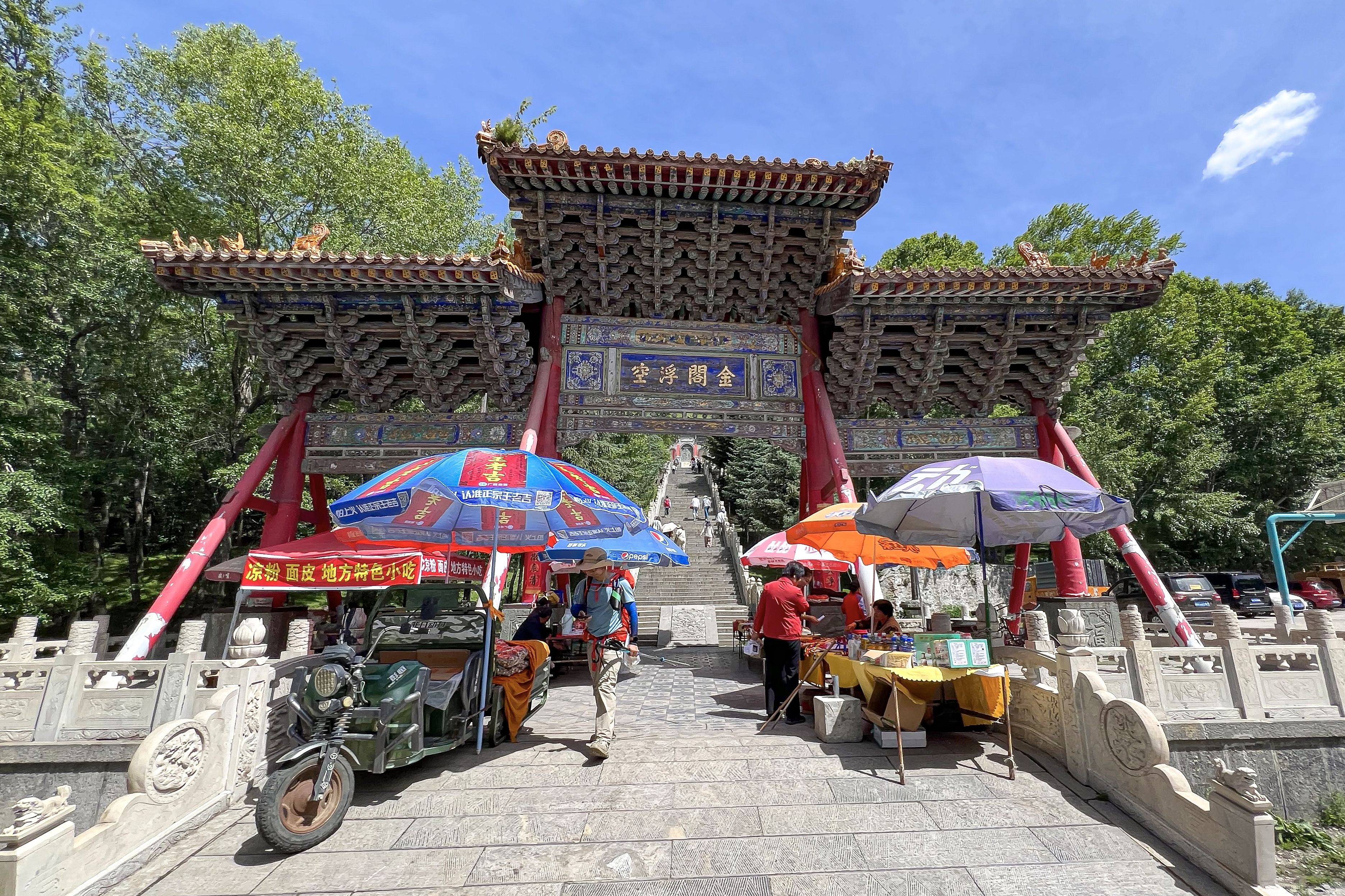
牌坊

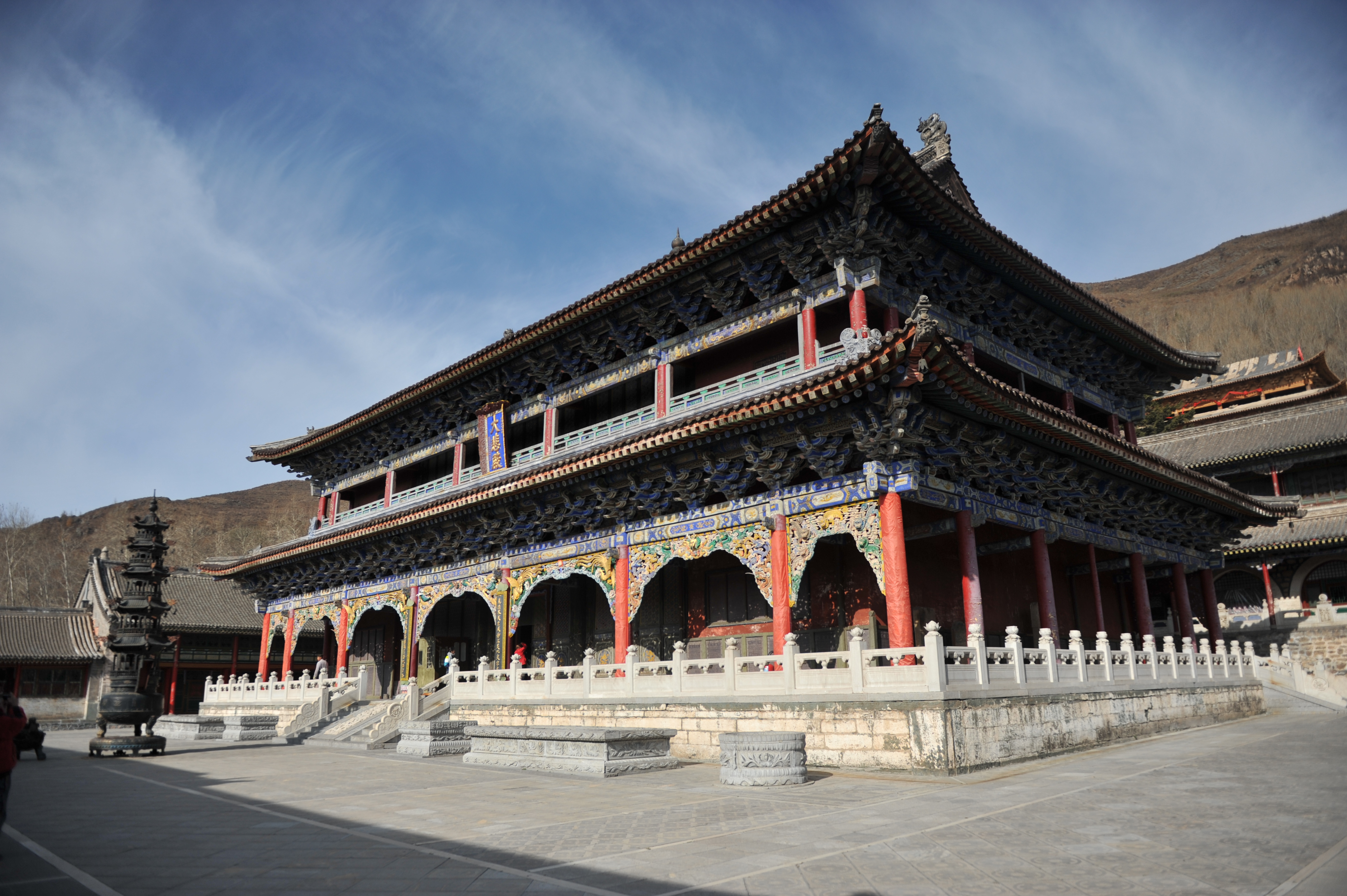
大悲殿

金阁寺坐北向南，占地21100平方米，分前后两进院落。现存殿堂34间，楼19间，房98间，洞19间，钟、鼓楼各1座、石碑15通。中轴线上，自南而北依次为牌楼、天王殿、观音殿、楼殿和大雄宝殿，布局整齐严谨。明代高僧镇澄法师登临金阁寺大佛阁题诗：“杰阁依雄峰，登临兴未穷。帘卷千山雨，窗含万壑风。”
金阁寺前山腰有“金阁浮空”牌坊，四柱三楼。登百级台阶为石牌楼。
金阁寺内大悲殿为明代风格，其余均为晚清建筑。
山门建筑群气势磅礴，雕刻极为精美。中部面阔五间，三座拱门。两边的侧门面阔五间。两端为钟鼓楼，二层歇山顶。
金阁寺的主殿大悲殿（观音殿）是全五台山最大的殿宇，面阔七间，进深六间，重檐歇山顶，高二层25米，四周设回廊，檐下密布双昂五踩斗拱。
在前院和后院中间有一排二层窑洞，上层的19间是木构房屋，分为9个殿堂，有东而西依次为三皇殿、玉皇殿、三官殿、伽蓝殿、毗卢殿、地藏王殿、药王殿、五百罗汉殿、送子观音殿等。楼殿褚神是儒、道、佛三教的融合。从建筑和雕塑的风格上看，都是明、清、民国年间复修的，内有毗卢殿、华藏海会殿、凌霄宝殿，是我国儒释道三教合一的遗物。
后院内，大雄宝殿面阔五间、硬山顶。

## 塑像
观音殿中供奉千手千眼观音铜像（三头四十八臂），为五台山最高大的佛像，高达17.7米，铸造於明嘉靖三十四年（1555年），当时为全国第二大铜佛，仅次于“高七丈三尺”（24米）的镇州（今河北正定）隆兴寺的宋铸大铜佛。民国时期由薄泥贴金始为金佛，观音铜像左右两侧为其父母亲妙庄王夫妇胁侍像、文殊菩萨和普贤菩萨像。两侧塑12尊护法诸天。。
后院大雄宝殿内供释迦牟尼佛、药师佛和阿弥陀佛，两旁有十八罗汉。殿的两山和后墙上，绘有观音《大悲咒》中的84幅法相，地上对应着84位彩塑菩萨。
金阁寺各殿中塑像共有一千余尊，为五台山佛教塑像最多寺院。其悬塑佛像数量亦为五台山之最。寺内的塑像十分精美细腻，为五台山清末民初时期塑像艺术的巅峰之作。

## 保护
1986年8月18日，金阁寺公布为第二批山西省文物保护单位，属于古建筑及历史纪念建筑物类，编号2-157。